# 千葉貨物ターミナル駅
千葉貨物ターミナル駅（ちばかもつターミナルえき）は、かつて千葉県千葉市美浜区新港にあった日本貨物鉄道（JR貨物）・京葉臨海鉄道の貨物駅（廃駅）である。
当駅建設に際し誘致も行われ、周辺にはヤマト運輸・日本通運・佐川急便などの他、大小様々な運送会社が存在した。廃止後、駅業務は京葉臨海鉄道の村田駅（現・千葉貨物駅）に集約された。

## 歴史
- 1975年（昭和50年）5月10日：国鉄京葉線蘇我駅 - 当駅間の開通と同時に開業[1]。京葉臨海鉄道食品北線、食品南線も開業。
  - 蘇我 - 当駅間は東京外環状線の一部として建設された。将来的には京葉線・りんかい線を経由して、東京湾対岸の東京貨物ターミナル駅と結ばれる予定だった。
- 1986年（昭和61年）3月3日：京葉線西船橋駅 - 当駅間が開通。
- 1987年（昭和62年）4月1日：国鉄分割民営化により、国鉄駅はJR貨物の駅となる[1]。
- 1994年（平成6年）1月20日：食品北線・食品南線廃止。
- 1996年（平成8年）3月16日：貨物列車の設定廃止[1]。
- 2000年（平成12年）4月1日：廃止。

## 駅構造
2階建ての駅舎をもつ地上駅であった。本線が高架線となる地点の東側（千葉みなと駅方）に仕分線（操車場）があり、そこから貨物ホームへの路線が分岐していた。貨物ホームはコンテナホームが1面2線、上屋付の貨物ホームが1面2線存在した。
千葉みなと駅方のみならず、東京方向（稲毛海岸駅方）への貨物列車の発着も可能な構造として構内施設（高架線など）が建設されていたが、当駅以西の貨物列車運行が行われなかった（蘇我 - 西船橋間の貨物列車が運行されるようになったのは当駅廃止後）こともあり、これらの施設が生かされることはなかった。
京葉臨海鉄道管轄の線路は、JR貨物の仕分線の南側に敷設されていた。食品北線・食品南線共用であり、JR貨物との貨車授受線2線、発送線1線、到着線1線、仕分線2線が存在した。

## 取扱貨物
- 廃止時点のもの
  - 臨時車扱貨物
- 1996年以前のもの
  - 鉄道コンテナ貨物
  - 車扱貨物

## 駅周辺
- 全国通運千葉営業所
- マツダ流通センター
- ミスターマックス
- ちばシティバス本社・新港車庫

なお、以下の施設はすでに閉鎖され、2022年6月時点では更地となっている。
- ミハマニューポートリゾート （2021年12月31日閉鎖）
- 日本通運13千葉ターミナル・千葉中央支店 （2021年9月30日閉鎖）[2]

## 駅跡地

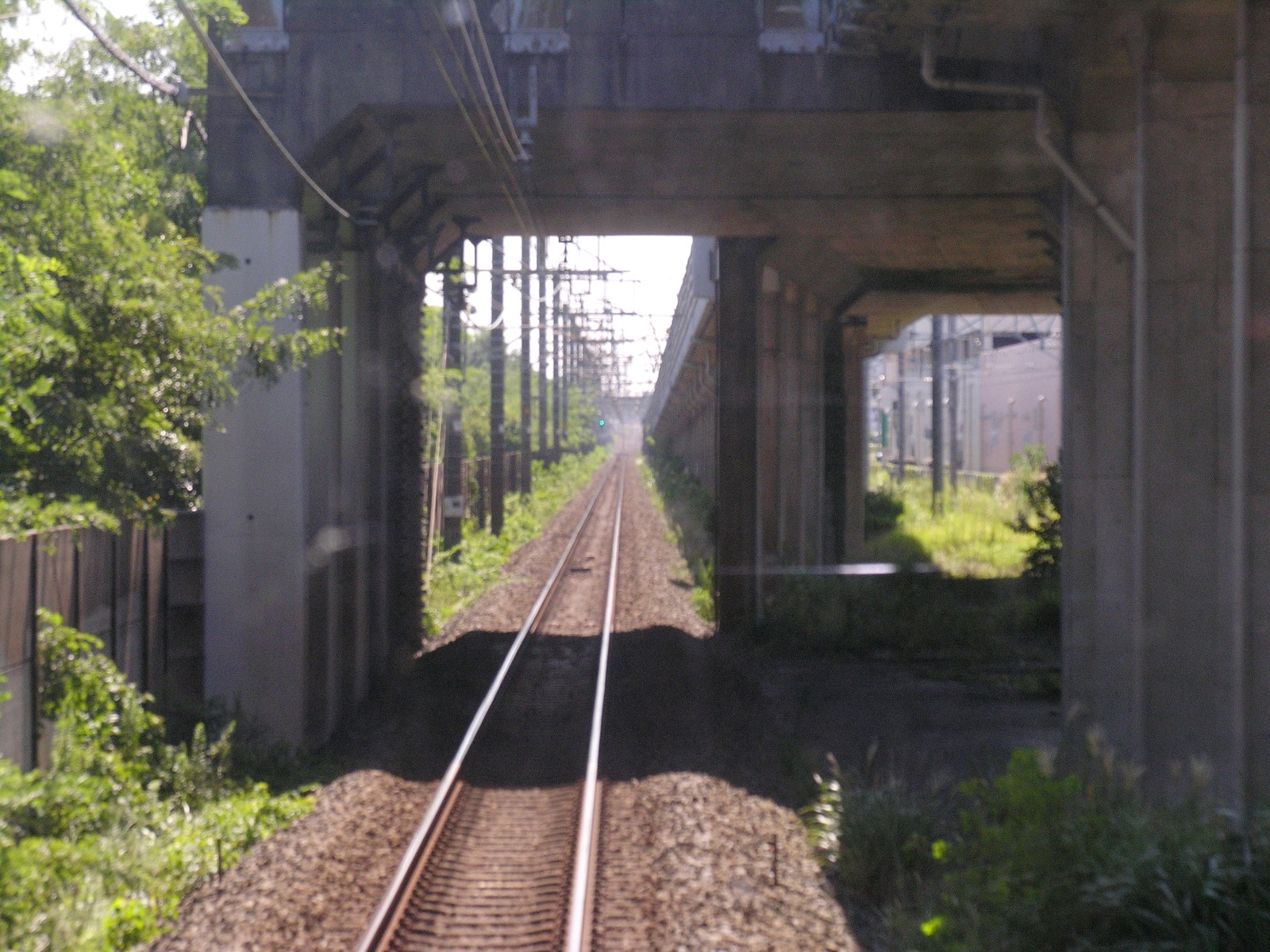
新港信号所の待避線下にある千葉貨物ターミナル時代の分岐線跡

貨物ホームがあった場所はニップンの倉庫やショッピングセンター「ミハマニューポートリゾート」（ダイソー・イエローハット・ユニクロ・スーパー銭湯などが入居）、操車場があった場所はミスターマックスやちばシティバス本社・新港車庫などとなった。
駅の建物は撤去されたが、廃止後に本線跡地に下り貨物列車待避を目的とした新港信号場が開設された。また、分岐点付近にレールやその他施設が残っている。跡地に旅客駅（仮称・幸町駅）建設計画があったが実現しなかった。
2024年（令和6年）4月1日には、JR貨物と大和ハウス工業の共同事業により、駅跡地（ミハマニューポートリゾート跡）に大型マルチテナント型物流施設「DPL千葉レールゲート」が着工され、2025年（令和7年）9月の完成・入居開始を予定している。

## 隣の駅
東日本旅客鉄道（JR東日本）
京葉線
稲毛海岸駅 - 千葉貨物ターミナル駅 - 千葉みなと駅
京葉臨海鉄道
食品北線
千葉貨物ターミナル駅 - （貨）食品北駅
食品南線
千葉貨物ターミナル駅 - （貨）食品南駅